# Комбатант
Комбатанти (фр. combattant) — у міжнародному праві особи, які входять до складу збройних сил воюючої країни, беруть участь безпосередньо у воєнних діях. Відтак  комбатанство — безпосередня участь вояків у воєнних діях.

## Загальний опис
Комбатант — особа, яка входить до складу збройних сил країн, які перебувають у стані військового конфлікту, і має право безпосередньо брати участь у військових діях.
Комбатантами є:
- особовий склад сухопутних, військово-морських і військово-повітряних сил (за винятком медичного та духовного персоналу);
- партизани, особовий склад полків та добровільних загонів, якщо вони мають на чолі особу, відповідальну за своїх підлеглих; мають визначений, добре видимий здалеку відмітний знак; дотримуються у своїх діях правил ведення війни; відкрито носять зброю під час кожного військового зіткнення, а також в час, коли перебувають на очах у противника в ході розгортання в бойові порядки, яке передує нападу в якому вони будуть брати безпосередню участь;
- екіпажі торгових морських суден, та екіпажі літаків цивільної авіації сторін, задіяних у військовому конфлікті, при умові що судна та літаки переобладнані у військові.

Теперішнє військове право як комбатантів розглядає вояків, які беруть участь у національно-визвольних війнах, які ведуться народами для отримання свого права на самовизначення. У разі якщо населення неокупованих територій при наближенні ворога, не встигнувши сформувати регулярні частини, береться за зброю з метою боротьби з військами, що здійснили вторгнення, воно також визначається як воююча сторона конфлікту, за умови, що відкрито носить зброю та дотримується законів і звичаїв війни.
Застосування насильницьких військових заходів до комбатантів (аж до знищення) вважається законним. Комбатант, який потрапив до ворогуючої сторони, користується статусом військовополоненого. Найповніше правовий статус комбатанта визначається в IV Гаазькій конвенції законів і звичаїв сухопутної війни 1907 року, а також у Женевських конвенціях 1949 року та протоколах I і II, які доповнюють останні.